# Dror
Dror (en hebreo: דרור) fue una organización juvenil judía que operaba en Polonia entre los años 1922 y 1950. La organización fue fundada en Polonia en 1922 por emigrantes judíos procedentes de Ucrania. 
A mediados de la década de 1920, Dror se convirtió en parte de la organización Freiheit, pero mantuvo su autonomía legal. Dror era una organización sionista que preparaba a los jóvenes para vivir en Palestina, capacitaba a los futuros colonos y creaba grupos de exploradores.
Durante la Segunda Guerra Mundial, los activistas de Dror lucharon con armas automáticas. En julio de 1942, junto con los grupos: Hashomer Hatzair, el Bund, Zukunft, el Bloque antifascista y los Bnei Akiva, formaron la Organización Judía de Combate (el ZÖB).
En 1943, las unidades de la resistencia del Dror, participaron en el levantamiento del Gueto de Varsovia. Después de la caída del gueto, los restos de las unidades de la resistencia lucharon junto con los partisanos, y tomaron parte el año siguiente (en 1944) en el Alzamiento de Varsovia.
Cuando terminó la Segunda Guerra Mundial, el Dror continuó en Polonia, y fue la única organización juvenil judía legalizada después de la guerra. Dror se mantuvo como una organización activa durante algunos años. Su actividad fue similar a la realizada antes de la guerra, el Dror organizó el entrenamiento para los futuros colonos que iban a vivir a Palestina, impartió cursos vocacionales y agrícolas, comenzó grupos de autoestudio, creó centros comunitarios, se ocupó de los jóvenes huérfanos que sobrevivieron a la guerra, y ayudó a las personas que emigraron de la Unión Soviética. Sin embargo, en 1950, el Dror fue prohibido por las autoridades estatales polacas.